# Скаданшчина
Скаданшчина (словен. Skadanščina, итал. Scandaussina) је насељено место у општини Хрпеље-Козина, Обално-крашка регија, Словенија.

## Историја
До територијалне реорганизације у Словенији била је у саставу старе општине Сежана.

## Становништво
У попису становништва из 2011. године, Скаданшчина је имала 32 становника.
| Број становника према пописима | Број становника према пописима | Број становника према пописима |
| ------------------------------ | ------------------------------ | ------------------------------ |
| 1991                           | 2002                           | 2011                           |
| 40                             | 45                             | 32                             |